# Portada/efemèride juliol 27
Furgoneta 2CV.
« 26 de juliol · 27 de juliol · 28 de juliol »